# Chloroclystis solidifascia
Chloroclystis solidifascia là một loài bướm đêm trong họ Geometridae.